# Kim Jin-hyeon
Kim Jin-hyeon (kor. 김진현, ur. 6 lipca 1987 w Suwon) – południowokoreański piłkarz występujący na pozycji bramkarza. Zawodnik klubu Cerezo Osaka.

## Życiorys

### Kariera klubowa
Kim karierę rozpoczynał w 2006 roku w drużynie piłkarskiej z uczelni Uniwersytet Dongguk. W 2009 roku trafił do japońskiego klubu Cerezo Osaka z J2 League. W tych rozgrywkach zadebiutował w sezonie 2009. W tym samym sezonie awansował z zespołem do J1 League. W 2010 roku zajął z nim 3. miejsce w J1 League. 

### Kariera reprezentacyjna
Był reprezentantem Korei Południowej w kategoriach wiekowych: U-18, U-19 i U-20.
W 2011 roku został powołany do kadry seniorskiej na Puchar Azji.

## Sukcesy

### Klubowe
Cerezo Osaka
- Zdobywca Pucharu Japonii: 2017
- Zdobywca Pucharu Ligi Japońskiej: 2017
- Zdobywca Superpucharu Japonii: 2018
- Zdobywca drugiego miejsca Copa Suruga Bank: 2018

### Reprezentacyjne
Korea Południowa
- Zdobywca drugiego miejsca Pucharu Azji: 2015
- Zwycięzca Pucharu Azji Wschodniej: 2017